# Enemy (film, 1985)
Pour les articles homonymes, voir Enemy.
Pour plus de détails, voir Fiche technique et Distribution.
Enemy (Enemy Mine) est un film de science-fiction germano-américain réalisé par Wolfgang Petersen, sorti en 1985.

## Synopsis
Au XXIe siècle, au cours d'une guerre intersidérale entre les Humains et un peuple d’extra-terrestres reptiliens, les « Dracs », un pilote de chasse terrien, Davidge, et un Drac, Jeriba « Jerry » Shigan, entre-détruisent leurs vaisseaux respectifs et atterrissent à la surface d’une planète hostile. Forcés à s’entre-aider pour survivre, ils deviennent amis et échangent mutuellement leurs cultures.
L’extra-terrestre meurt en mettant un enfant au monde, appelé Zammis. Le pilote terrien en prend soin en dépit des préjugés des deux peuples. Zammis, curieux, est finalement piégé par les pirates voisins, qui réduisent les Dracs en esclavage. Quand Davidge tente de le sauver, il est attaqué et grièvement blessé par les pirates et laissé pour mort. Ce sont des soldats humains qui le retrouvent et le soignent. Sitôt remis sur pied, il part à la recherche de Zammis.

## Fiche technique
- Titre français : Enemy
- Titre original : Enemy Mine
- Réalisation : Wolfgang Petersen
- Scénario : Barry B. Longyear et Edward Khmara (en), d’après le roman Enemy Mine de Barry B. Longyear (1979)
- Direction artistique : Werner Achmann et Herbert Strabel
- Décors : Rolf Zehetbauer
- Costumes : Monika Bauert (de)
- Photographie : Tony Imi
- Montage : Hannes Nikel (en)
- Musique : Maurice Jarre
- Production : Stephen J. Friedman (en) et Stanley O'Toole (en)
- Sociétés de production : Twentieth Century Fox et Kings Road Entertainment (fi)
- Société de distribution : Twentieth Century Fox
- Budget : 29 000 000 $[1]
- Pays d’origine : États-Unis, Allemagne de l'Ouest
- Langue originale : anglais
- Format : couleur - 2.35 : 1 - son Dolby - 35 mm
- Genre : science-fiction
- Durée : 108 minutes
- Dates de sortie :
  - Allemagne de l'Ouest : 12 décembre 1985
  - États-Unis : 20 décembre 1985
  - France : 26 février 1986

## Distribution
- Dennis Quaid (VF : Richard Darbois) : Willis Davidge
- Louis Gossett Jr. (VF : Tola Koukoui) : Jeriba « Jerry » Shigan
- Brion James (VF : Pierre Hatet) : Stubbs
- Richard Marcus : Arnold
- Carolyn McCormick (en) : Morse
- Bumper Robinson (en) (VF : Mathias Kozlowski) : Zammis
- Jim Mapp (VF : Jean-François Laley) : Le vieux Drac
- Lance Kerwin (en) (VF : Jean-François Vlérick) : Joey Wooster
- Scott Kraft (en) : Jonathan
- Lou Michaels (en) : Wilson
- Andy Geer : Bates
- Henry Stolow (en) : Cates
- Herb Andress (en) : Hopper
- Barry Stokes (VF : Maurice Gauthier) : Huck
- Colin Gilder (VF : Pascal Renwick) : Chavo
- Danmar : le sage
- Mandy Hausenberger : Une urgentiste

## Production

### Développement
En 1983, la production Kings Road Entertainment (fi) prévoit un budget de 17 000 000 de dollars pour l'adaptation du roman de Barry B. Longyear sur grand écran. Elle avait embauché le réalisateur britannique Richard Loncraine qui partit en repérage en avril 1984 dans les Îles Vestmann en Islande et à Budapest en Hongrie pour les besoins des décors. Après six semaines de tournage dans des conditions difficiles, une fortune de 9 000 000 de dollars avait déjà été dépensée. Mécontente, la production renvoya le metteur en scène.

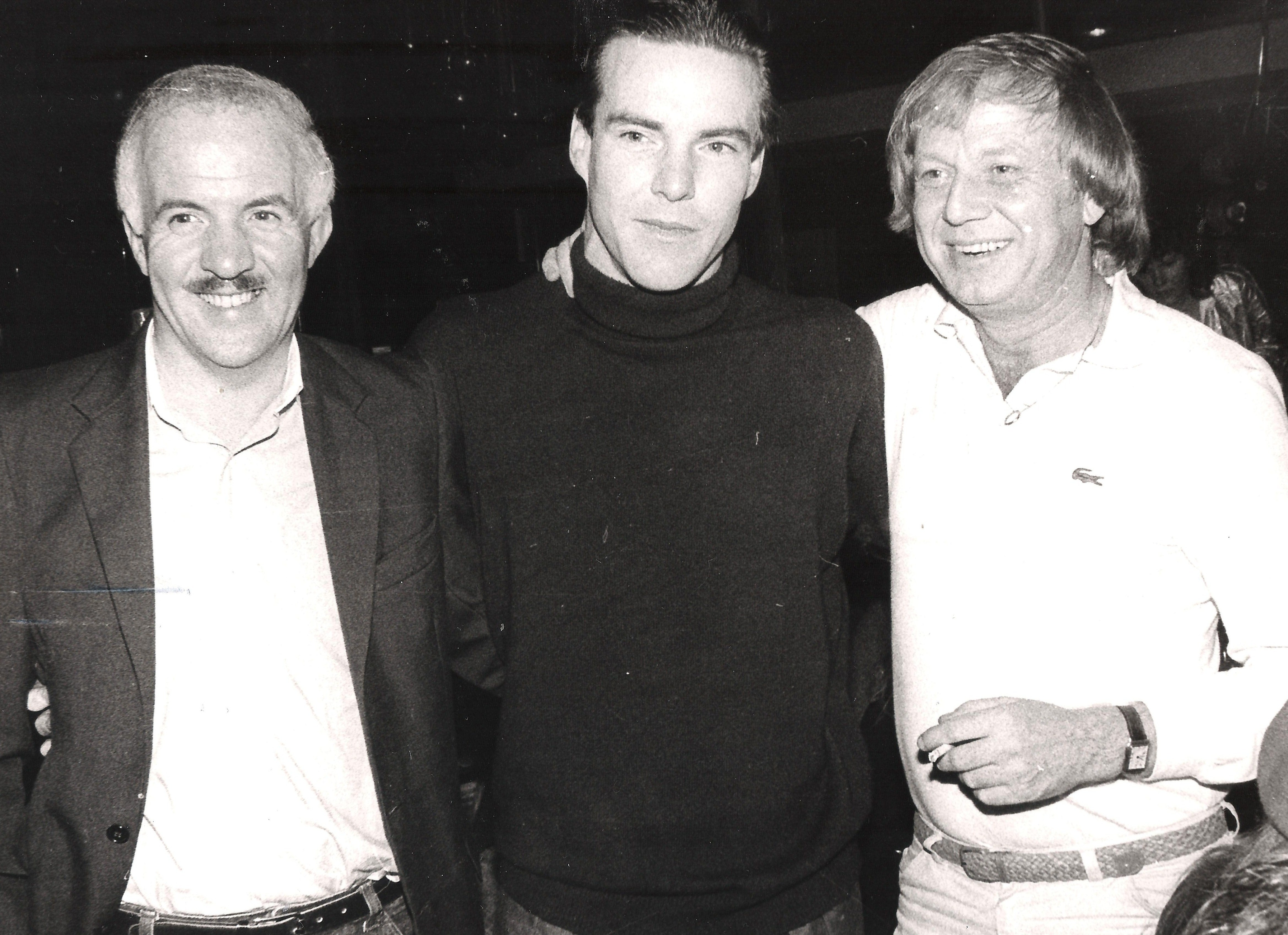
Le producteur Stanley O'Toole, l'acteur Dennis Quaid et le réalisateur Wolfgang Petersen en pleine production, en 1984.

Twentieth Century Fox reprit ce projet. Après avoir envisagé Terry Gilliam et David Lynch pour diriger le film, la production se tourna vers le réalisateur allemand Wolfgang Petersen et l'engagea en décembre 1984. Le tournage avait été interrompu jusqu'à cette date et les acteurs Dennis Quaid et Louis Gossett Jr. étaient restés payés. Quant à ce dernier, le maquillage et les prothèses en latex du reptile humanoïde étaient à refaire. Le budget finit par atteindre 29 000 000 de dollars.

### Tournage

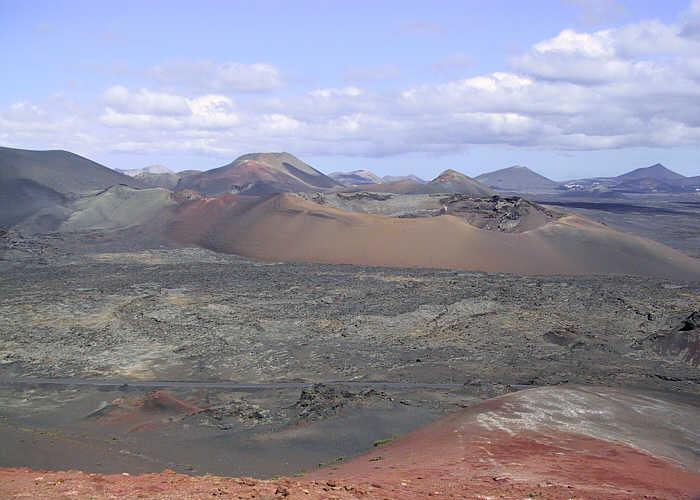
Le Parc national de Timanfaya.

Au lieu de Budapest en Hongrie, Wolfgang Petersen préféra Munich en Allemagne de l'Ouest pour tourner dans les studios Bavaria Film à Grünwald en Bavière, où il avait filmé Das Boot (1981) et L'Histoire sans fin (Die Unendliche Geschichte, 1984), ainsi qu'au village El Golfo avec sa fameuse lagune verte et au parc national de Timanfaya sur l'île de Lanzarote dans l'archipel des îles Canaries.
Le tournage a duré sept mois.

### Musique
La musique est composée et dirigée par Maurice Jarre, avec le Studioorchester à Munich et l'ensemble des synthétiseurs. La bande originale est distribuée par Varèse Sarabande, en 1985.
1. Fyrine IV (5:03)
2. The Relationship (3:55)
3. The Small Drac (2:45)
4. The Crater (2:15)
5. The Birth of Zammis (6:14)
6. Spring (1:27)
7. The Scavengers (4:48)
8. Davidge's Lineage (3:33)
9. Football Game (:44)
10. Before the Drac Holy Council (9:54)

## Distinctions
Récompenses
- Festival international du film fantastique d’Avoriaz 1986
  - Prix de la C.S.T.
  - Antenne d’or

Nominations
- Saturn Award 1986
  - Meilleur film de science-fiction
  - Meilleur acteur pour Louis Gossett Jr.
  - Meilleur maquillage pour Chris Walas
- Prix Hugo 1986
  - Prix du film le plus spectaculaire